# Liste der denkmalgeschützten Objekte in Bad Kreuzen
Die Liste der denkmalgeschützten Objekte in Bad Kreuzen enthält die 7 denkmalgeschützten, unbeweglichen Objekte in Bad Kreuzen in Österreich.
Bei der Verfassung der Beschreibungen der einzelnen Objekte wurden im Wesentlichen die Informationen der Homepage von Bad Kreuzen verwendet.

## Denkmäler
| Foto |                 | Denkmal                                                           | Standort                                         | Beschreibung | Metadaten |
| ---- | --------------- | ----------------------------------------------------------------- | ------------------------------------------------ | --- | --- |
| ja   | Datei hochladen | Wohnhaus, ehem. Schmiede HERIS-ID: 22896 Objekt-ID: 19243         | Würzenberg 11 Standort KG: Kalmberg              | Die Kegelschmiede am Kreuzener Bach | BDA-Hist.: Q37873165 Status: Bescheid Stand der BDA-Liste: 2025-06-30 Name: Wohnhaus, ehem. Schmiede GstNr.: .18 Kegelschmiede, Bad Kreuzen       |
| ja   | Datei hochladen | Pfarrhof HERIS-ID: 22887 Objekt-ID: 19234                         | Bad Kreuzen 18 Standort KG: Kreuzen              | Der revitalisierte Pfarrhof steht nördlich der Pfarrkirche und wird von der Gemeinde Bad Kreuzen u. a. als Kindergarten genutzt. Einige Elemente der ursprünglichen Bausubstanz sind im Innenhof sichtbar belassen worden. | BDA-Hist.: Q37873112 Status: § 2a Stand der BDA-Liste: 2025-06-30 Name: Pfarrhof GstNr.: 448/1 Pfarrhof Bad Kreuzen                               |
| ja   | Datei hochladen | Wallfahrtskapelle Aigner Kreuz HERIS-ID: 22891 Objekt-ID: 19238   | Neuaigen 51, bei Standort KG: Kreuzen            | Das Aigner Kreuz in Neuaigen unterhalb der Burg Kreuzen am Eingang zum Natur- und Kulturpfad Wolfsschlucht wurde im 17. Jahrhundert aufgestellt und war ursprünglich ein einfaches Holzkreuz, das ab dem Beginn des 18. Jahrhunderts durch eine Kapelle geschützt wurde. Der heutige Bau stammt aus dem Jahr 1852 und beinhaltet neben dem Kreuz eine Immaculata und eine Statue des hl. Vitus. | BDA-Hist.: Q37873132 Status: § 2a Stand der BDA-Liste: 2025-06-30 Name: Wallfahrtskapelle Aigner Kreuz GstNr.: .5 Wallfahrtskapelle Aigner Kreuz  |
| ja   | Datei hochladen | Burgruine Kreuzen HERIS-ID: 22886 Objekt-ID: 19233                | Neuaigen 14 Standort KG: Kreuzen                 | Die Burganlage gilt als zweitgrößte Oberösterreichs und soll um 900 als Fliehburg errichtet worden sein. 1880 wurde sie durch einen Brand zur Ruine. In den 1980er Jahren wurde die Anlage saniert und teilweise wiedererrichtet und dient seit 1983 als Jugendherberge sowie als Kulturzentrum. | BDA-Hist.: Q1012743 Status: Bescheid Stand der BDA-Liste: 2025-06-30 Name: Burgruine Kreuzen GstNr.: .1/1, .1/2, .1/3, .2 Burg Kreuzen            |
| ja   | Datei hochladen | Brunnen HERIS-ID: 22883 Objekt-ID: 19230                          | Bad Kreuzen 19, in der Nähe Standort KG: Kreuzen | Dorfbrunnen neben der Kirche | BDA-Hist.: Q37873096 Status: § 2a Stand der BDA-Liste: 2025-06-30 Name: Brunnen GstNr.: 449/2 Marktbrunnen Bad Kreuzen                            |
| ja   | Datei hochladen | Bildstock HERIS-ID: 22898 Objekt-ID: 19245                        | Standort KG: Kreuzen                             | Der renovierte Bildstock aus Granit befindet sich auf einem Plätzchen an einer Kreuzung zwischen dem Markt Bad Kreuzen und der Burg Kreuzen. Er enthält kein Bild. | BDA-Hist.: Q37873180 Status: § 2a Stand der BDA-Liste: 2025-06-30 Name: Bildstock GstNr.: 1573/7 Bildstock Bad Kreuzen (Granit)                   |
| ja   | Datei hochladen | Kath. Pfarrkirche hl. Veit/Vitus HERIS-ID: 22888 Objekt-ID: 19235 | Bad Kreuzen 18 Standort KG: Kreuzen              | Mit dem Bau der spätgotischen Pfarrkirche wurde 1324 begonnen und wahrscheinlich 1490 fertiggestellt. Sie ist dem Heiligen Vitus geweiht. Von 1399 bis 1451 war die Pfarre dem Stift Waldhausen inkorporiert, anschließend wurde sie an den Landesfürsten abgegeben. Das Patronat übte von 1451 bis 1968 die Herrschaft von Sachsen Coburg-Gotha aus. Seither ist Bad Kreuzen eine Pfarre freier bischöflicher Verleihung. Die Außenmauern der Kirche stützen sich auf mächtige Strebepfeiler. Für ausreichend Licht im Inneren sorgen die großen Spitzbogenfenster an der Südseite. Der in der Barockzeit erhöhte Turm erhielt in der Neuzeit einen Spitzhelm. Die zweischiffige Kirchenhalle wird von einem auf zwei Pfeilern ruhenden zierlichen Sterngewölbe überdacht. | BDA-Hist.: Q24175503 Status: § 2a Stand der BDA-Liste: 2025-06-30 Name: Kath. Pfarrkirche hl. Veit/Vitus GstNr.: .53 Parish Church in Bad Kreuzen |